# Universidad de Navarra
La Universidad de Navarra es una universidad privada católica española, perteneciente a la prelatura del Opus Dei fundada en Pamplona, Navarra en 1952 por Josemaría Escrivá de Balaguer.
La Universidad incluye la Clínica Universidad de Navarra, que con cerca de 2045 trabajadores atiende a más de 100 000 pacientes al año. Desde el 2004 cuenta con el Centro de Investigación Médica Aplicada (CIMA)  que se centra en cuatro áreas de trabajo: Oncología (cáncer de pulmón, leucemias y linfomas), neurociencias (enfermedad de Alzheimer, Parkinson y Huntington), ciencias cardiovasculares (insuficiencia cardíaca, trombosis y hemorragia) y hepatología (cáncer de hígado, cirrosis, enfermedad de Wilson y porfiria aguda intermitente). 
Esta universidad es una obra de apostolado corporativo del Opus Dei. Las obras de apostolado corporativo son aquellas que, promovidas por fieles del Opus Dei junto con otras personas, tienen la garantía moral de la Prelatura; en ellas el Opus Dei se encarga de lo relativo a la orientación cristiana.

"La Universidad de Navarra aspira a que en todas sus actividades esté presente la conciencia de que el trabajo es testimonio de la primacía del hombre sobre las realidades materiales, medio de desarrollo de la propia personalidad, vínculo de unión entre los seres humanos y un modo fundamental de contribución al progreso de la humanidad."
Josemaría Escrivá de Balaguer 

Junto con la Universidad Pública de Navarra (UPNA) y la Universidad Nacional de Educación a Distancia (UNED) es una de las tres universidades con sede en Pamplona.

## Historia
La institución comienza como Estudio General de Navarra el 17 de octubre de 1952 con la inauguración de la Escuela de Derecho que contaba con 48 alumnos y ocho profesores bajo el impulso de San Josemaría Escrivá y la dirección del profesor Ismael Sánchez Bella. El propio San Josemaría Escrivá  describía los ideales que quería que allí se transmitiesen:

"Queremos que aquí se formen hombres doctos, con sentido cristiano de la vida; queremos que en este ambiente, propicio para la reflexión serena, se cultive la ciencia enraizada en los más sólidos principios y que su luz se proyecte por todos los caminos del saber".
Palabras de San Josemaría Escrivá de Balaguer en 1960 en la ceremonia de entrega del título de hijo adoptivo de la ciudad de Pamplona

El 8 de octubre de 1955 nace la Facultad de Filosofía y Letras. En 1958 el IESE (Instituto de Estudios Superiores de la Empresa) fue fundado en Barcelona como escuela de posgrado en dirección de empresas de la Universidad de Navarra. En 1960 la Santa Sede establece como Universidad el Estudio General de Navarra, y Josemaría Escrivá es nombrado gran canciller. En el año 1961 comienza la primera fase de la Clínica Universidad de Navarra, y la Escuela Superior de Ingenieros de San Sebastián.
En 1963 nace ISSA, escuela con amplia experiencia en la formación de profesionales especializados en el ámbito de la empresa y donde actualmente se imparte el Grado en Gestión Aplicada - Applied Management. En el año 1964 el IESE lanza su programa máster. Ese mismo año comienza su andadura la Escuela Técnica Superior de Arquitectura. 
En 1967 se establece el Instituto de Lengua y Cultura Españolas (ILCE) encargado de la enseñanza de español como lengua extranjera a los estudiantes internacionales.
El 1 de noviembre de 1969 el Instituto de Teología da el paso a Facultad  y el 8 de noviembre de 1971 el Instituto de Periodismo se convierte en la Facultad de Ciencias de la Información.
En el año 1976 se inaugura el edificio de Humanidades que será sede de las Facultades de Teología y de Derecho Canónico. En 1982 nace en San Sebastián el Centro de Estudios e Investigaciones Técnicas de Guipúzcoa (CEIT). Durante el año 1986 se crean el Instituto Científico y Tecnológico, el Instituto Empresa y Humanismo y el Centro de Tecnología Informática.
Desde la consolidación del estatus de Universidad en 1960, comenzó a crear facultades, escuelas, institutos y otros centros académicos hasta el momento actual. En el año 2002 la Universidad de Navarra organizó una serie de eventos para celebrar el 50 aniversario de la fundación de la Universidad.
El 14 de diciembre de 2021 el Gran Canciller ha nombrado a la primera mujer rectora de la Universidad, María Iraburu Elizalde, que tomó posesión el 10 de enero de 2022.

## Facultades y escuelas
La Universidad de Navarra tiene 17 Facultades y escuelas. 
| Facultad / Escuela                              |
| Escuela Técnica Superior de Arquitectura        |
| Facultad de Ciencias                            |
| Facultad de Comunicación                        |
| Facultad de Derecho                             |
| Facultad de Derecho Canónico                    |
| Facultad Eclesiástica de Filosofía              |
| Facultad de Ciencias Económicas y Empresariales |
| Facultad de Educación y Psicología              |
| Facultad de Enfermería                          |
| Facultad de Farmacia                            |
| Facultad de Filosofía y Letras                  |
| Facultad de Medicina                            |
| Facultad de Teología                            |
| Escuela Superior de Ingenieros de San Sebastián |
| ISSA Universidad de Navarra                     |
| IESE Business School                            |
| ISEM Fashion Business School                    |

## Alumnos
En el curso 2023/2024, la Universidad de Navarra contó con un total de 13836 alumnos (4099 internacionales, de 117 nacionalidades);  9693 cursaron un grado o licenciatura, 3050 fueron alumnos de máster y 1092 de doctorado.
Además, la UN tiene 459 convenios con otras Universidades, entre ellas están:  Columbia University, University of Hong Kong (China) y Oxford University (Reino Unido).

## Campus
La Universidad de Navarra cuenta con cinco campus: el principal, que se encuentra en Pamplona; el de Madrid, en el que se imparten programas de postgrado; IESE Business School, que tiene sedes en Barcelona, Madrid y Nueva York; y de la Escuela Superior de Ingenieros de San Sebastián que se encuentra en el Campus Tecnológico de la Universidad de Navarra (TECNUN) de San Sebastián.

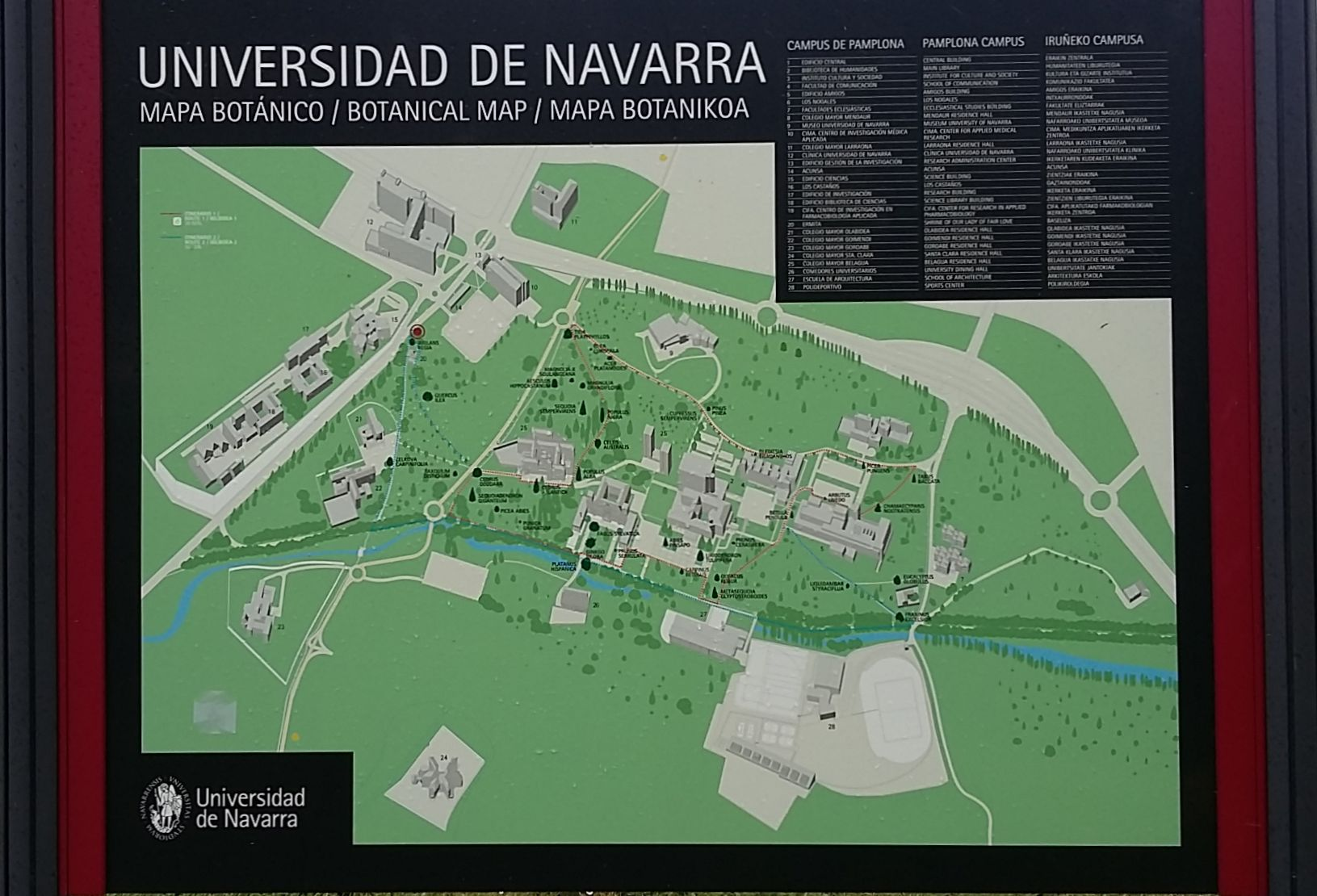
Cartel con un plano del campus en que se identifican los edificios y ejemplares de las principales de especies de árboles presentes.

### Campus de Pamplona
El campus de la Universidad de Navarra, en Pamplona, ha recibido por séptimo año consecutivo el premio internacional Green Flag Award (2018-2020), en reconocimiento a la gestión integral sus zonas y espacios verdes. Este premio le sitúa como uno de los mejores campus europeos por el nivel de excelencia en su gestión. El campus pamplonés cuenta con 113 hectáreas de terreno, 4.190 árboles de 173 especies distintas. Es el parque más grande de Pamplona.
Está situado al sur de la ciudad, entre el barrio de Iturrama y la meseta de Donapea, atravesado por el río Sadar, que poco después dejar el campus vierte sus aguas en el río Elorz que desemboca en el Arga.
El campus queda dividido por la avda. de Pio XII que lo recorre en dirención NE-SO, dejando al noroeste  una parte más reducida donde tradicionalmente se han situado las enseñanzas científicas (Facultades de Medicina, Farmacia y Nutrición, Ciencias y Enfermería), que utilizan los edificios del Hexágono, los Castaños, biblioteca de Ciencias y la Clínica Universidad de Navarra. También en esta zona se encuentra el Centro de Investigación en Farmacobiología Aplicada (CIFA), que dispone de su propio edificio. En el Hexágono se encuentra también el Museo de Ciencias, aunque la universidad ha anunciado que tiene previsto dotarle de un edificio propio, ampliando también sus cometidos.
Al sureste de la Avda. de Pío XII se extiende la mayor parte del campus de Pamplona de la Universidad de Navarra. Cerca de la avda. de Pío XII, y con acceso desde ella se encuentran las instalaciones del Centro de Investigación Médica Aplicada (CIMA), y ya en el interior del campus, conectados por sendas peatonales, y algunas rodadas se stiúan: el edificio Central, sede del Rectorado y de la mayor parte de los servicios centrales, la edificio Ismael Sánchez Bella, donde se ubica el Instituto Cultura y Sociedad; la biblioteca Central, el edificio de FCOM, sede de la Facultad de Comunicación; el Edificios Amigos, donde tiene su sede la Facultad de Ciencias Económicas y Empresariales y la Facultad de Derecho; el edificio de la Escuela de Arquitectura; Facultades Eclesiásticas, polideportivo, comedores y varios Colegios Mayores: Belagua, que se distribuye en dos fases y dos torres; Olabidea; Goroabe y Goimendi. También en esa parte del campus se encuentra la ermita de Santa María Madre del Amor Hermoso.
En 22 de enero de 2015, en esa parte del campus se inauguró el Museo Universidad de Navarra que alberga, entre otras obras, la colección donada a la universidad por la pamplonesa María Josefa Huarte Beaumont. El arquitecto que construyó el museo es el navarro Rafael Moneo. La colección, considerada una de las mejores de arte contemporáneo de España, incluye obras de Pablo Picasso, Wassily Kandinsky y Mark Rothko, entre otros autores. El Museo  busca puntos de encuentro entre las diferentes Facultades, Departamentos y Escuelas, y representará un centro de referencia para la Universidad.

#### Comunicaciones
| Transporte Urbano Comarcal           |       |                        |
| Inicio                               | Línea | Fin                    |
| Cizur Menor - Universidad de Navarra | 1     | Universidad Pública    |
| Orvina 3                             | 5     | Universidad de Navarra |
| Cordovilla                           | 23    | Olloki                 |
| Taxi Comarca de Pamplona             |       |                        |
| Zona                                 | A     | A                      |
| Estaciones                           |       |                        |

## Investigación
Sus facultades y escuelas cuentan con investigadores en diferentes ámbitos. Los ocho centros y diecisiete institutos, ubicados en los cinco campus de la Universidad, desarrollan su labor investigadora en el área de Ciencias y de Humanidades, entre ellos la  Clínica Universidad de Navarra (CUN), el Centro de Investigación Médica Aplicada (CIMA) y el Instituto Cultura y Sociedad (ICS). En 2010 creó el Instituto Cultura y Sociedad (ICS), su centro de investigación en humanidades y ciencias sociales.

## Clasificaciones destacadas
- El Ranking QS de empleabilidad 2017 señala a la Universidad de Navarra como la 242 mejor del mundo y la primera a nivel nacional.
- El New York Times, en su clasificación del 2012, sitúa al IESE, de la Universidad de Navarra, en la 34.ª posición del mundo.[16]
- La QS World University Rankings de Quacquarelli Symonds en su lista del 2013, ubica a la Universidad de Navarra en el lugar 315 del mundo.[17]
- The Economist Intelligence Unit (EIU) en su Clasificación de programas de MBA 2009 publicado en la revista The Economist, IESE Business School de la Universidad de Navarra tenía el mejor programa MBA del mundo.[18]
- The Times, en su 2006 Times Higher Education Supplement consideró a la Universidad de Navarra como la mejor universidad privada de España.
- The Wall Street Journal en la edición 2006 de su clasificación anual de escuelas de negocios del mundo considera al IESE Business School como la 15.ª mejor escuela de negocios del mundo.[19]
- El periódico El Mundo considera en su clasificación de universidades, edición 2013, que la Universidad de Navarra es la mejor universidad privada de España.
- El Financial Times sitúa a la IESE Business School de la UNAV como la 12.ª mejor escuela de negocios del mundo en 2018, estando en el puesto 11.º en el rango de tres años (2016-2018) y siendo la primera escuela de negocios española.[20]
- La fundación Conocimiento y Desarrollo (CYD) señala en su informe de 2019, que la Universidad de Navarra es líder en enseñanza y aprendizaje. El informe analiza la contribución de las universidades españolas al desarrollo en diversas dimensiones. La tasa de rendimiento -créditos aprobados de los matriculados- en las titulaciones de grado en Navarra, es la mayor de España (86'7%)[21]
- En 2021, la Facultad de Derecho de la Universidad fue clasificada como la mejor en España por Times Higher Education.

## Actividades

### Culturales
La Universidad de Navarra tiene una oferta de actividades culturales encuadradas en varias categorías a través de su red interna para alumnos, del Museo Universidad de Navarra y del Consejo Escolar de Navarra, con quien colabora para organizar eventos como la Olimpiada de Filosofía de Navarra.
La Universidad de Navarra organiza eventos internos para sus alumnos con el fin de que exploren ofertas distintas del ámbito cultural, como por ejemplo el UNMUN (un modelo de Naciones Unidas organizado por la UNAV desde 2015).

### Deportivas
La Universidad de Navarra ofrece una variedad considerable de opciones deportivas, tanto a su alumnado como a otros grupos de edad no universitarios contando con sus instalaciones deportivas. Su oferta está categorizada en cinco grupos: Escuelas Deportivas, Clubes deportivos, Competiciones, Centro de estudios olímpicos y actividades extraordinarias. 

#### Escuelas deportivas
El primer grupo, el de las escuelas deportivas se refiere a deportes que se ofrecen al alumnado de la UNAV (y algunas para menores de 17 años) para aprender algún deporte. Estos deportes son ofertados tanto por la propia Universidad, como por profesionales adjuntos a la misma o por clubes que utilizan las instalaciones deportivas de la Universidad como parte del acuerdo. La lista es la siguiente:
| - Bádminton - Danza clásica - Fitness, baile y ballet - Taekwondo - Esgrima - Tenis | - Hapkido - Defensa personal femenina - Kick Boxing - Tiro con arco - Kendo - Triatlón | - Pádel - Voleibol - Tenis de mesa - Sóftbol - Piragüismo - Rugby |

#### Club deportivo
La Universidad de Navarra tiene su propio club deportivo desde 1990 conocido como CDUN (Club Deportivo Universidad de Navarra) el cual tiene varias secciones deportivas, varias de ellas compiten en las competiciones organizadas en cada uno de sus deportes. Algunos de estos equipos están formados con equipos ya existentes que entrenaban en las instalaciones de la universidad, otros se han creado después. Las secciones actuales son las siguientes:
| - Baloncesto - Balonmano - Esgrima - Fútbol - Fútbol sala | - Golf - Kendo - Club de Montaña - Pádel - Squash | - Taekwondo - Tenis - Tiro con arco - Triatlón - Voleibol |

Además, ha habido otras secciones que han existido y hoy en día no siguen por distintos motivos: Falta de personal, incapacidad de práctica...
- Rugby (1970-2003)

#### Competiciones
La Universidad de Navarra organiza anualmente tres torneos: El Torneo PGE (torneo interno de futsal, el Trofeo del Rector (torneo multidisciplinar) y el Torneo de Golf. Además, las instalaciones de la Universidad de Navarra son una sede elegible para las competiciones universitarias organizadas por el Consejo Superior de Deportes.

#### Centro de estudios olímpicos
El Centro de Estudios Olímpicos de la Universidad de Navarra se creó el 25 de mayo de 2011. Es dependiente del Servicio de Deportes y colabora con la Academia Olímpica Española para difundir los deportes y los valores del olimpismo en la Comunidad Foral de Navarra.

#### Actividades extraordinarias
Esporádicamente se ofrecen actividades deportivas puntuales sin continuidad o como introducción a alguno de los deportes ofertados. Las actividades más ofertadas anualmente son:
- Día del Deporte: Evento para promover los deportes ofertados en la Universidad.
- Escalada.
- Introducción al Piragüismo.

### Voluntariado
La Universidad de Navarra, como parte de su inspiración cristiana ofrece actividades orientadas a la solidaridad para que sus alumnos participen de manera voluntaria en ellas. Estas actividades pueden ser apoyo escolar gratuito, participación en recogidas de alimentos, etc.
Además, han creado el Banco de Tiempo Solidario de la Universidad de Navarra, conocido como Tantaka, donde cada universitario puede dar una hora al mes para colaborar ya sea en algún proyecto concreto, o con alguna organización benéfica o dar alguna ayuda en alguna actividad de estos temas.

## Reconocimientos oficiales
El Laboratorio de Edificación de la Escuela Técnica Superior de Arquitectura e Ingeniería de Edificación Universidad de Navarra, junto con otras empresas navarras como Igeo 2, Entecsa, LABENSA, Geea Geólogos, GIMA, Laboratorio de Resbaladicidad, CECTECO, Ionavarra, ID Ingeniería Acústica y T&D Ingenieros, está reconocido por el Gobierno de Navarra como un laboratorio acreditado para el control de calidad de la edificación.

## Doctoreshonoris causa
Desde que el 28 de noviembre de 1964, el entonces Gran Canciller, Josemaría Escrivá, otorgara por primera vez el grado de doctorados honoris causa han sido nombrados 39 personalidades.